# Air Salemba
Air Salemba is een bestuurslaag in het regentschap Pangkal Pinang van de provincie Bangka-Belitung, Indonesië. Air Salemba telt 3890 inwoners (volkstelling 2010).